# Üdvözlégy
- ÜdvözlégySchola Gregoriana – Ave Maria

Nem tudod lejátszani a fájlt?

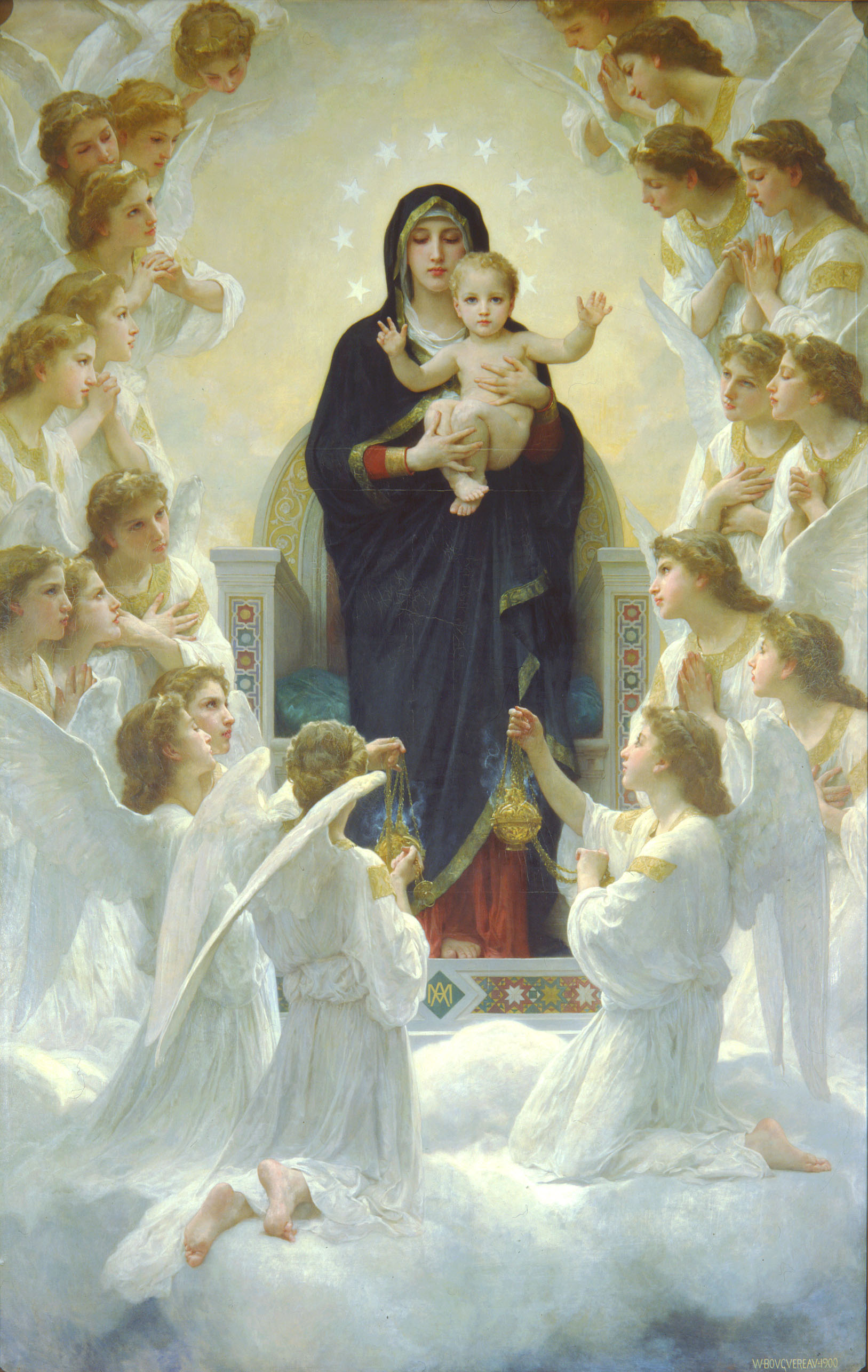
William-Adolphe Bouguereau: Szűz Mária angyalok körében

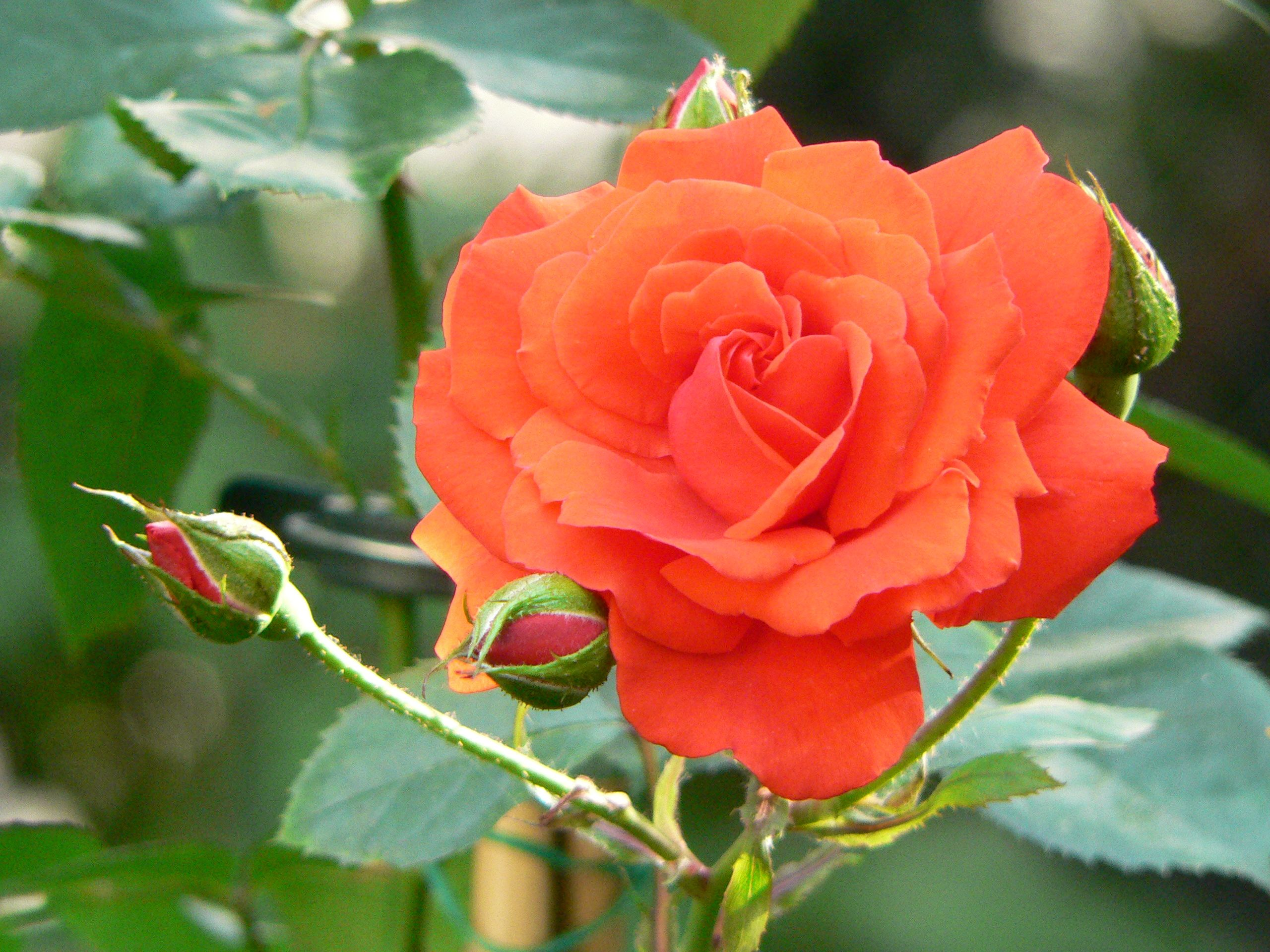
„Ave Maria” rózsa. Wilhelm Kordes német nemesítő állította elő, 1981-ben

Salutatio Angelica, az Üdvözlégy, teljes nevén „Angyali üdvözlet”, egyike a keresztény, katolikus és ortodox hívők legfontosabb imáinak. Másik ismert címe: Ave Maria (a latin kezdőszavak alapján). Fontos része a rózsafüzér imáinak. A szöveg bibliai idézeteket ötvöz egybe; ma ismert formájába a középkorban öntötték. Az első részmondat maga az angyali üdvözlet, a második Erzsébet üdvözlése; az imádság másik fele az egyház által hozzáfűzött esedezés (több szövegváltozat közül 1568-ban V. Piusz pápa vette fel a breviáriumba a napjainkban is imádkozott formát).

## Az angyali üdvözlet
Az ima kiindulópontja az az újszövetségi történet, amikor Gábriel arkangyal közli Szűz Máriával a Jézus fogantatásáról szóló hírt (ez az esemény nem azonos a szeplőtelen fogantatással!), majd amikor ezután Mária meglátogatja rokonát, Erzsébetet. Mindkét történetet Lukács evangéliuma meséli el részletesen (Lukács 1,28-42).

## Szövege
| Latin szöveg | Magyar szöveg |
| --- | --- |
| Ave Maria, gratia plena, Dominus tecum, benedicta tu in mulieribus, et benedictus fructus ventris tui, Iesus. Sancta Maria, Mater Dei, ora pro nobis, peccatoribus, nunc, et in hora mortis nostrae. Amen | Üdvözlégy Mária, malaszttal (kegyelemmel) teljes, az Úr van teveled, áldott vagy te az asszonyok között, és áldott a te méhednek gyümölcse, Jézus. Asszonyunk, Szűz Mária, Istennek szent Anyja, imádkozzál érettünk, bűnösökért, most és halálunk óráján. Ámen |

## A szöveg használatának története
Az imádság már 513 körül feltűnik a Szent Jakab litániában, valamint a 6. század végén Nagy Szent Gergely antifonáriumában. 1198-ban Odon de Sully párizsi püspök felvette a rendes imák közé.
A magyar egyháztörténet úgy véli, hogy Avesnes Detre frank ispán felesége, Ada, aki először imádkozott egy rövidebb változatot. Magyarországon 1309-ben az udvardi zsinaton rendelték el, hogy a Boldogasszony tiszteletére minden község harangja délben és este konduljon meg, mire a hívek háromszor mondják el az Üdvözlégyet. (Fejér Kódex). Ez az ima csak a Szentírásból származó rövidebb rész: „Idvez légy Mária malaszttal telyes, ur vagyon te veled, te vagy áldott azzoni állatoc közeth, és áldoth a te méhednec gyümölcse Jesus Christus Amen”. Az utóbbi három szót még IV. Orbán pápa egészítette ki 1261-ben. Tovább bővítették a „Szent Mária, Isten anyja, imádj Istent érettünk bűnösökért, Amen” egy 1521-es karthauzi breviáriumban olvasható latin szöveggel. „Most és halálunk órájában”, egy ferences imakönyvben olvasható 1525-ből.

## Zenei feldolgozása
Az ima latin szövegét számos zeneszerző is feldolgozta Ave Maria címmel, többek közt Orlande de Lassus, Palestrina, Josquin des Prez, Gounod (Bach Das wohltemperierte Klavier melódiája alapján), Verdi, Mathilde Marchesi, Anton Bruckner, Liszt Ferenc és Antonín Dvořák, azonkívül Franz Schubert Ellens dritter Gesang című művére is gyakran így hivatkoznak, bár annak csak az első két szava „Ave Maria”, a továbbiakban független az imától. Ide sorolható még Vlagyimir Fjodorovics Vavilov 1970 körül komponált Ave Mariája is (amit jellemzően Giulio Caccininek tulajdonítanak), habár az sem „igazi” Ave Maria, mert szövege csak a cím két szavának ismétlődéséből áll.